# Mistrovství světa v biatlonu 2020 – závod s hromadným startem žen
Závod s hromadným startem žen na Mistrovství světa v biatlonu 2020 se konal v neděli 23. února jako v pořadí pátý a závěrečný ženský závod biatlonu v lyžařském středisku Südtirol Arena. Zahájení závodu s hromadným startem proběhlo v 13.15 středoevropského času. Závodu se zúčastnilo celkem 30 biatlonistek.
Obhájkyní titulu byla domácí Dorothea Wiererová, která si o jednu příčku pohoršila a dojela druhá.
Mistryní světa se stala Norka Marte Olsbuová Røiselandová, pro kterou to byla sedmá medaile z tohoto šampionátu a pátá zlatá, čímž se stala nejúspěšnější závodnicí celého šampionátu i historie. Na druhém místě dojela domácí obhájkyně vítězství Dorothea Wiererová, pro kterou to byl čtvrtý cenný kov šampionátu, přestože po poslední střelbě vedla před norskou závodnicí o více než 14 sekund. Bronz získala Švédka Hanna Öbergová, která získala první medaili po třech čtvrtých místech.

## Výsledky
| Pořadí | č. | biatlonistka                   | stát      | střelba (L+L+S+S) | čas         | ztráta  |
| --- | -- | ------------------------------ | --------- | ----------------- | ----------- | ------- |
| Zlatá medaile | 1  | Marte Olsbuová Røiselandová    | Norsko    | 39:14,0           | 2 (1+1+0+0) |         |
| Stříbrná medaile | 2  | Dorothea Wiererová (y)         | Itálie    | 39:34,7           | 3 (1+0+1+1) | +20,7   |
| Bronzová medaile | 8  | Hanna Öbergová                 | Švédsko   | 39:40,1           | 3 (1+0+0+2) | +26,1   |
| 4. | 18 | Monika Hojniszová              | Polsko    | 39:43,1           | 2 (0+0+1+1) | +29,1   |
| 5. | 12 | Julia Simonová                 | Francie   | 39:59,1           | 2 (0+0+0+2) | +45,1   |
| 6. | 20 | Jekatěrina Jurlovová-Perchtová | Rusko     | 40:06,0           | 2 (0+0+1+1) | +52,0   |
| 7. | 7  | Tiril Eckhoffová               | Norsko    | 40:14,2           | 4 (0+1+1+2) | +1:00,2 |
| 8. | 14 | Franziska Preussová            | Německo   | 40:14,3           | 3 (0+0+2+1) | +1:00,3 |
| 9. | 26 | Lisa Hauserová                 | Rakousko  | 40:16,5           | 2 (0+1+1+0) | +1:02,5 |
| 10. | 16 | Anaïs Bescondová               | Francie   | 40:35,3           | 3 (0+0+1+2) | +1:21,3 |
| 11. | 29 | Celia Aymonierová              | Francie   | 40:38,2           | 4 (0+2+1+1) | +1:24,2 |
| 12. | 4  | Denise Herrmannová             | Německo   | 40:40,1           | 7 (1+0+4+2) | +1:26,1 |
| 13. | 25 | Karolin Horchlerová            | Německo   | 40:44,9           | 3 (0+0+3+0) | +1:30,9 |
| 14. | 15 | Kaisa Mäkäräinenová (r)        | Finsko    | 40:47,7           | 5 (0+1+1+3) | +1:33,7 |
| 15. | 10 | Paulína Fialková               | Slovensko | 40:49,9           | 1 (1+0+0+0) | +1:35,9 |
| 16. | 9  | Ingrid Landmark Tandrevoldová  | Norsko    | 40:57,3           | 4 (0+1+1+2) | +1:43,3 |
| 17. | 5  | Vanessa Hinzová                | Německo   | 41:16,3           | 3 (1+0+1+1) | +2:02,3 |
| 18. | 19 | Baiba Bendiková                | Lotyšsko  | 41:24,9           | 5 (1+2+1+1) | +2:10,9 |
| 19. | 27 | Katharina Innerhoferová        | Rakousko  | 41:33,4           | 6 (0+0+3+3) | +2:19,4 |
| 20. | 17 | Markéta Davidová               | Česko     | 41:45,0           | 5 (0+2+1+2) | +2:31,0 |
| 21. | 21 | Aita Gasparinová               | Švýcarsko | 41:51,8           | 4 (1+0+1+2) | +2:37,8 |
| 22. | 11 | Justine Braisazová             | Francie   | 41:59,5           | 6 (2+1+1+2) | +2:45,5 |
| 23. | 30 | Eva Puskarčíková               | Česko     | 42:12,5           | 2 (0+1+1+0) | +2:58,5 |
| 24. | 22 | Olena Pidhrušná                | Ukrajina  | 42:41,5           | 2 (0+0+1+1) | +3:27,5 |
| 25. | 23 | Ivona Fialková                 | Slovensko | 42:54,0           | 6 (1+1+0+4) | +3:40,0 |
| 26. | 28 | Elvira Öbergová                | Švédsko   | 43:04,5           | 5 (1+1+2+1) | +3:50,5 |
| 27. | 3  | Susan Dunkleeová               | USA       | 43:16,5           | 5 (0+1+2+2) | +4:02,5 |
| 28. | 24 | Milena Todorovová              | Bulharsko | 43:34,2           | 7 (2+2+2+1) | +4:20,2 |
| 29. | 6  | Lucie Charvátová               | Česko     | 44:07,6           | 8 (2+2+3+1) | +4:53,6 |
| 30. | 13 | Lisa Vittozziová               | Itálie    | 44:12,1           | 9 (2+5+1+1) | +4:58,1 |
| zdroj:Startovní listina, Výsledky r – vedoucí závodnice disciplíny ve světovém poháru, y – vedoucí závodnice hodnocení světového poháru |    |                                |           |                   |             |         |